# Павильон № 26 «Транспорт» на ВДНХ
Павильон «Транспорт» — 26-й павильон ВДНХ, построенный в 1937 году для экспозиции «Зерно». Один из немногих павильонов, сохранившихся от довоенной выставки. В 1938—1954 годах носил название «Хлопок», в 1954—1955 — «Земледелие», в 1956—1957 — «Геология, нефть, химия», в 1958—1966 — «Химическая промышленность». Претерпел капитальную реконструкцию в 1954 году.

## История
Павильон был построен в 1937 году по проекту архитекторов М. Б. Шнейдера, Вячеслава Олтаржевского, Михаила Минкуса и А. П. Ершова. Первоначально носил название «Зерно», а через год был переименован в «Хлопок». Фасад был решён в стиле ар-деко, с 1940 года его украшала резьба с узорами, изображающими листья и цветы хлопчатника. Рядом с павильоном находилась демонстрационная площадка, тематически объединённая с экспозицией павильона; на ней находилась модель ирригационной системы.
При послевоенной реконструкции выставки павильон сохранился, но претерпел капитальную реконструкцию, которую в 1954 году осуществили архитекторы Пётр Ревякин, А. И. Игнатьева, А. М. Громов и Владислав Туканов. С этого момента павильон получил название «Земледелие». В таком виде он сохранился до настоящего времени. Новый облик здания был решён в стиле сталинского ампира.
К главному фасаду пристроен портик из десяти тонких колонн, которые, по замыслу авторов, символизируют стебли растений. Внутри портика — небольшая лоджия, стены которой украшены лепниной с растительными узорами. Сверху портик увенчан акротерием, на котором изображён серп и молот в окружении снопов, а по две стороны от него — скульптуры колхозницы и тракториста с книгой и снопом (скульптор — Лев Писаревский), углы портика завершены вазами. Портик павильона является объектом культурного наследия федерального значения.
Вводный зал павильона украшен четырьмя панно на сельскохозяйственную тематику работы Григория Савинова.
Экспозиция «Земледелие», размещённая в павильоне в 1954 году, состояла из шести тематических разделов: «Почвы СССР и способы повышения их плодородия», «Производство и применение удобрений и химических средств борьбы с вредителями и болезнями сельскохозяйственных культур и сорными растениями», «Передовые приемы обработки почв», «Семена и посев», «Освоение новых земель» и «Передовые колхозы, совхозы и машинотракторные станции». В 1956 году тематика экспозиции павильона была полностью изменена, и он получил название «Геология, нефть, химия», а спустя год — «Химическая промышленность». Экспозиция рассказывала о новейших достижениях химической промышленности СССР, а в 1967 году для этой экспозиции был построен новый павильон «Химическая промышленность» под номером 20. А в павильоне № 26 с 1967 года разместилась экспозиция «Транспорт СССР», которая отличалась высоким техническим оснащением, включая в себя диорамы и динамические электрифицированные карты. Также в экспозиции демонстрировались макет основных видов советского транспорта — автомобильного, железнодорожного, речного, морского и воздушного. Возле павильона был установлен макет в натуральную величину самолёта Як-42. В 1990-е годы экспозиция была упразднена. В 2014 году после реконструкции павильона в нём открылась экспозиция Политехнического музея под названием «Россия делает сама», которая была открыта для посетителей до 1 марта 2020 года.
С мая 2021 года по сентябрь 2022 года павильон использовался для экспозиции Музея Транспорта Москвы «Мечта Москвича», посвященной истории автомобиля марки «Москвич».